# Vesela jesen 1991
XXIV. Vesela jesen je potekala 12. oktobra 1991 v dvorani Tabor v organizaciji Radia Maribor. Vodila jo je Ida Baš, orkestru pa je dirigiral Edvard Holnthaner.

## Tekmovalne skladbe
| #   | Izvajalec                      | Naslov pesmi             | Avtorji (glasbe – besedila – aranžmaja)                           | Nagrade                              |
| --- | ------------------------------ | ------------------------ | ----------------------------------------------------------------- | ------------------------------------ |
| 1.  | Aleksander Jež                 | Muaja lubica             | Aleksander Jež – Jež – Lean Klemenc                               |                                      |
| 2.  | Edvin Fliser & Dušan Kobal     | Muaje pesmi, muaje želje | Edvin Fliser – Metka Karba Jauk – Oto Pestner                     | zlati klopotec; 1. nagrada občinstva |
| 3.  | Mariborski kvintet             | Mi smo družina           | Boris Rošker – Metka Karba Jauk – Rošker                          |                                      |
| 4.  | Magnet                         | Zapojmo, pajdaši         | Jože Ružič – Ružič – Goran Šarac                                  | 2. nagrada občinstva                 |
| 5.  | Ivek Baranja                   | Gda cufaš                | Marjan Golob – Miroslav Slana – Golob                             |                                      |
| 6.  | Rudi Miložič                   | Moj atej                 | Boris Rošker – Ernest Kočivnik – Rošker                           | nagrada za aranžma                   |
| 7.  | Jože Skubic                    | Veselica                 | Janez Klemenčič – Klemenčič – Smiljan Greif                       |                                      |
| 8.  | Gambrinus                      | Rdeča lička              | Franc Matjašič, Marko Oti – Matjašič, Marko Cvahte – Boris Rošker |                                      |
| 9.  | Irena Vrčkovnik & Srečko Sedar | Pridi v Maribor          | Ivo Mojzer – Suzana Potrč – Boris Rošker                          | 3. nagrada občinstva                 |
| 10. | Lado Leskovar                  | Glažek vinčka            | Mojmir Sepe – Fran Milčinski - Ježek – Sepe                       | 1. nagrada strokovne žirije          |
| 11. | Čudežna polja                  | Piknik                   | Marjan Golob – Ernest Kočivnik – Edvard Holnthaner                |                                      |
| 12. | Korado Buzetti                 | Stari lajnar             | Mario Engelsberger – Metka Karba Jauk – Smiljan Greif             |                                      |
| 13. | Janko Krajnc                   | Gi smo mi, je luštno     | Janko Krajnc – Krajnc – Edvard Holnthaner                         |                                      |
| 14. | Zlatko Dobrič                  | Tebi za lejpši dan       | Tone Žagar – Marjan Horn – Dušan Zore                             |                                      |
| 15. | Mikado                         | Ata, saj nisn copata     | Suzana Potrč – Potrč – Boris Rošker                               |                                      |
| 16. | Vesna Skorija                  | Pohorska harmonika       | Edvard Holnthaner – Alfi Nipič – Holnthaner                       |                                      |